# Canon New F-1
Не следует путать с фотоаппаратом Canon F-1n
Canon New F-1 — профессиональный малоформатный зеркальный фотоаппарат, выпущенный компанией Canon в 1981 году в качестве замены последней версии F-1n старшей модели Canon F-1. Конструкция была полностью переработана, сделав New F-1 совершенно новым фотоаппаратом, а старое название сохранено исключительно в маркетинговых целях. При конструировании использованы многие технические решения, отработанные на более дешёвой любительской модели Canon A-1.

## Особенности конструкции
Главным отличием от предыдущего F-1 и остальных камер подобного класса стал новый затвор комбинированной конструкции с дублирующими друг друга механическим и электромагнитным управлением выдержками. Это позволило использовать новейшие электронные системы экспоавтоматики при сохранении полноценной работоспособности без элементов питания. Ещё одним усовершенствованием стало цифровое управление при помощи микропроцессора. Внешне модель New F-1 отличается от предшественника отсутствием рычага автоспуска на передней стенке и ступенчатой формой верхнего щитка.
Этот фотоаппарат, как и его предшественник, был единственной профессиональной камерой, оснащённой режимом приоритета выдержки, работающим с одной из сменных пентапризм AE Finder FN. Кроме того, на тот момент это была единственная камера такого уровня, позволявшая осуществлять не только центровзвешенное, но и точечное измерение экспозиции.
Canon New F-1 был системной камерой и работал совместно с большим количеством принадлежностей Canon, в том числе со всеми объективами, оснащёнными байонетом Canon FD. Большая часть принадлежностей, таких как сменные видоискатели, датирующие крышки и моторные приводы, были разработаны специально для этой модели и несовместимы с предыдущими версиями F-1.
Затвор с горизонтальным движением шторок из титановой фольги отрабатывал выдержки от 1/2000 до 1/90 секунды, а также Bulb при помощи механического задатчика. Более длинные выдержки от 1/60 до 4 секунд отрабатывались при помощи электромагнитного механизма задержки. Такая конструкция позволяла сохранять работоспособность затвора с отработкой большинства необходимых выдержек даже при отсутствии питания цепей электроники. Другие автоматизированные камеры профессионального уровня, например Nikon F3, при отказе батарейки отрабатывали только одну «аварийную» выдержку. В то же время, конструкция затвора позволяла реализовать кроме полуавтоматического режима электронное управление и бесступенчатую отработку выдержки в автоматическом режиме приоритета диафрагмы.
В этом случае осуществлялось электромеханическое управление выдержками во всём диапазоне, ограниченном 1/1000 секунды вместо 1/2000.
Работа в режиме приоритета выдержки была доступна только при использовании одного из нескольких моторных приводов, выпускавшихся для камеры. Большинство из них оснащалось дополнительной спусковой кнопкой для съёмки вертикального кадра и обеспечивало скорость протяжки от 3 до 5 кадров в секунду.

## Сменные видоискатели
В отличие от предыдущих камер F-1 и F-1n, оснащённых креплением вспышек на кронштейне над рулеткой обратной перемотки, New F-1 предусматривал более привычное и удобное крепление вспышек на пентапризме.
Для камеры выпускались пять разновидностей видоискателей, которые легко заменялись и обеспечивали видимость 97 % площади кадра:

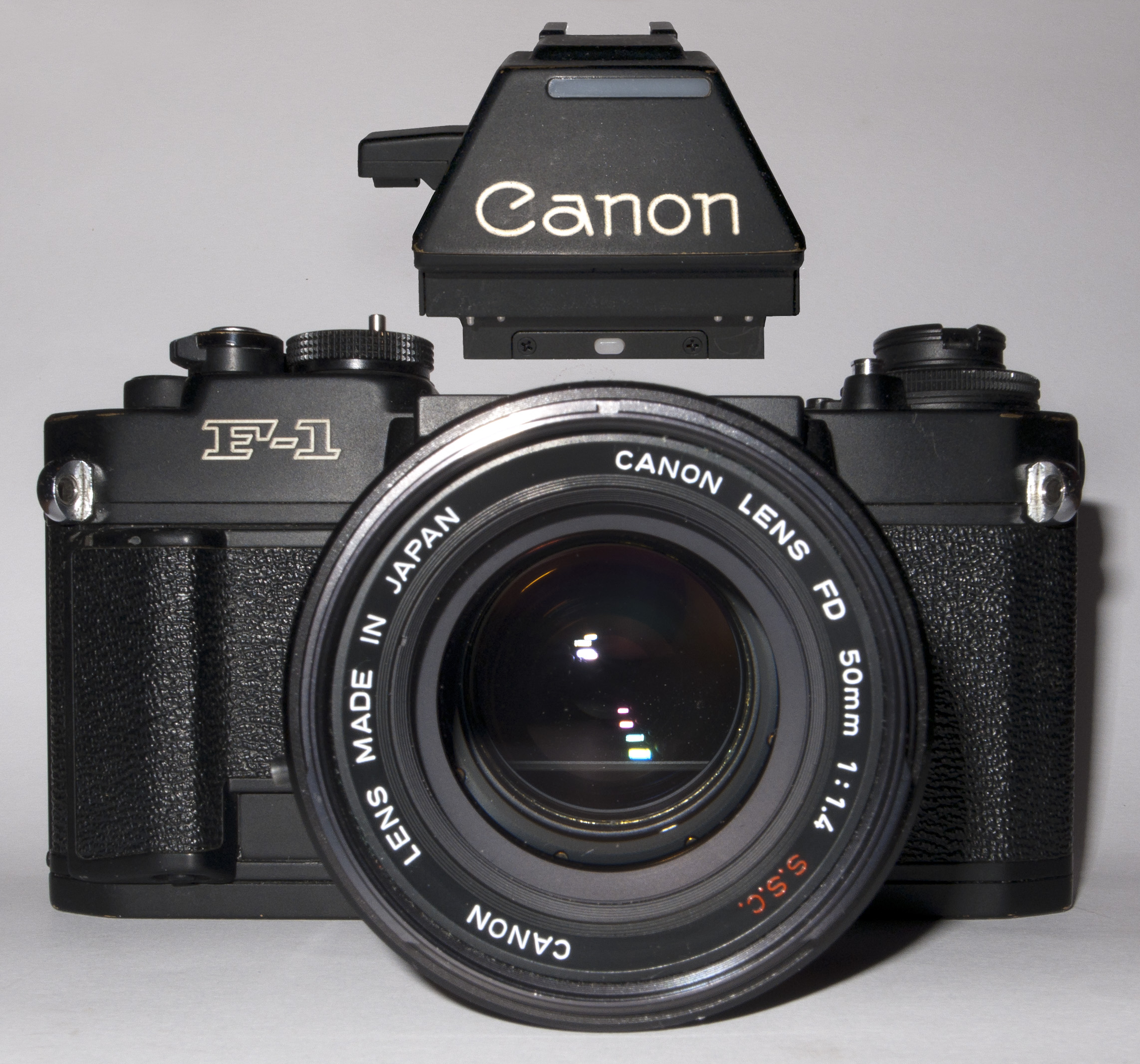
Фотоаппарат «Canon New F-1» с пентапризмой «AE Finder FN»

- Eye-Level Finder FN;
- AE Finder FN

Эти два типа видоискателя были стандартными и оснащались «горячим башмаком» для вспышки наверху, а также светозащитной шторкой. При использовании AE Finder установка диска выдержек в положение A одновременно переключает видоискатель, переводя камеру в режим приоритета диафрагмы;
- Speed Finder FN

Состоит из двух призм, поворачивающихся друг относительно друга, позволяя как обычное визирование, так и сверху, как с шахтным видоискателем. Кроме того, большой вынос выходного зрачка позволял наблюдать изображение целиком с расстояния до 6 сантиметров. Так же, как предыдущие два типа, оснащён «горячим башмаком»;
- Waist-Level Finder FN
- Waist-Level Finder FN6X

Вертикальные лупы без пентапризмы, удобные при съёмке с уровня пояса, при репродукционных работах и в других ситуациях, когда оптическая ось камеры располагается вертикально. Различие заключается в степени увеличения: 4,6× для первой модели и 6× для второй.
Так же, как и в механической версии F-1, светочувствительный элемент экспонометра располагался у торца фокусировочного экрана в корпусе камеры. Это позволило сохранять работоспособность экспонометра даже при снятой пентапризме. Оригинальная двухслойная конструкция фокусировочных экранов позволяет осуществлять направленный отбор света и точечный замер. Для переключения режима измерения экспозиции требуется замена фокусировочного экрана, каждый тип которого выпускался в нескольких модификациях, обеспечивающих соответствующие способ отбора света и зону измерения. Точечный замер доступен для 6 типов экрана из 13 существующих. Остальные поддерживали только два режима: центровзвешенный и частичный по центральному прямоугольнику. С учётом модификаций выпускалось 32 разновидности фокусировочных экранов.

## Скоростная версия
Одновременно со специальным выпуском камеры для Олимпиады в Лос-Анджелесе 1984 года (на снимке в начале статьи), была выпущена специальная версия New F-1 со скоростным моторным приводом. Это была вторая попытка создания сверхскоростной камеры на базе семейства F-1 после выпущенной в 1972 году предыдущей моторной версии, снимавшей 9 кадров в секунду. Новый аппарат, так же основанный на неподвижном полупрозрачном зеркале, обеспечивал рекордную скорость серийной съёмки до 14 кадров в секунду. Конструкция механизма была существенно изменена и вместо гибких шторок использован затвор с горизонтальным движением титановых ламелей вдоль длинной стороны кадра. Курок взвода отсутствовал, делая невозможной съёмку без мотора. Всего выпущено не более 100 экземпляров камеры для работы спортивных репортёров на Олимпийских играх.

## Цифровые гибриды
В 1988 году электронным подразделением Kodak по заказу правительства США на основе стандартной камеры Canon New F-1 с моторным приводом создан гибрид «Electro-Optic Camera» для скрытного использования под видом обычного фотоаппарата. В съёмную заднюю крышку вмонтирован модуль с чёрно-белой ПЗС-матрицей разрешением 1,3 мегапикселя. Матрица была наклеена на элемент Пельтье для охлаждения и снижения шумов изображения. Данные передавались при помощи плоского шлейфа, замаскированного в наплечном ремне фотоаппарата, на внешний модуль, где записывались на жёсткий диск ёмкостью 100 мегабайт, а затем на видеокассету формата Video8. Устройство выпущено в единственном экземпляре, а через год на его основе создана военная модификация, оснащённая более скоростным накопителем, позволяющим снимать сериями до 5 кадров в секунду.
Серийный выпуск цифровых гибридов не был налажен из-за огромной стоимости и сложности, но эти камеры стали первыми в мире цифровыми зеркальными фотоаппаратами, появившись за три года до серийного Kodak DCS 100.